# Arne Legernes
Arne Legernes (Molde, 18 maggio 1931 – Nesodden, 14 agosto 2022) è stato un calciatore norvegese, di ruolo centrocampista.

## Carriera

### Giocatore

#### Club
Legernes cominciò la carriera con la maglia del Molde. Nel 1954, si trasferì a Trondheim per studiare ed iniziò così a giocare per il Freidig. Nel 1956, tornò al Molde e contribuì alla promozione del club nella massima divisione norvegese. Nel 1958, passò al Larvik Turn, militandovi per il resto della carriera.

#### Nazionale
Legernes conta 41 presenze per la Norvegia. Esordì l'8 maggio 1955, nella sconfitta per 0-5 contro l'Ungheria. L'8 luglio 1957, invece, arrivò l'unica marcatura in Nazionale: Legernes fu infatti autore di un gol nella vittoria per 0-3 sull'Islanda.

### Allenatore
Nel 1982, Legernes fu allenatore dello Stabæk.